# Moussa Niakhaté
Moussa Niakhaté, född 8 mars 1996 i Roubaix, är en fransk-senegalesisk fotbollsspelare som spelar för Lyon. Han spelar även för Senegals landslag och har tidigare representerat Frankrike på U19, U20 och U21-nivå.

## Karriär
Den 7 juli 2018 värvades Niakhaté av Mainz 05, där han skrev på ett femårskontrakt. Den 18 augusti 2018 gjorde Niakhaté sin tävlingsdebut i en 3–1-vinst över Erzgebirge Aue i tyska cupen, där han fick rött kort i den 3:e minuten. Niakhaté etablerade sig snabbt i mittförsvaret och missade endast fyra ligamatcher under sin första tre säsonger i klubben. Inför säsongen 2021/2022 blev han utsedd till lagkapten av tränaren Bo Svensson.
Den 6 juli 2022 värvades Niakhaté av Nottingham Forest, där han skrev på ett treårskontrakt. Den 4 juli 2024 värvades Niakhaté av Lyon, där han skrev på ett fyraårskontrakt.